# Dům U Kamenného zvonu
Dům U Kamenného zvonu je dům čp. 605 na Staroměstském náměstí v Praze 1. Stojí vedle Paláce Golz-Kinských, na rohu Staroměstského náměstí a Týnské ulice. Od roku 1964 je kulturní památkou.

## Historie

### Shrnutí

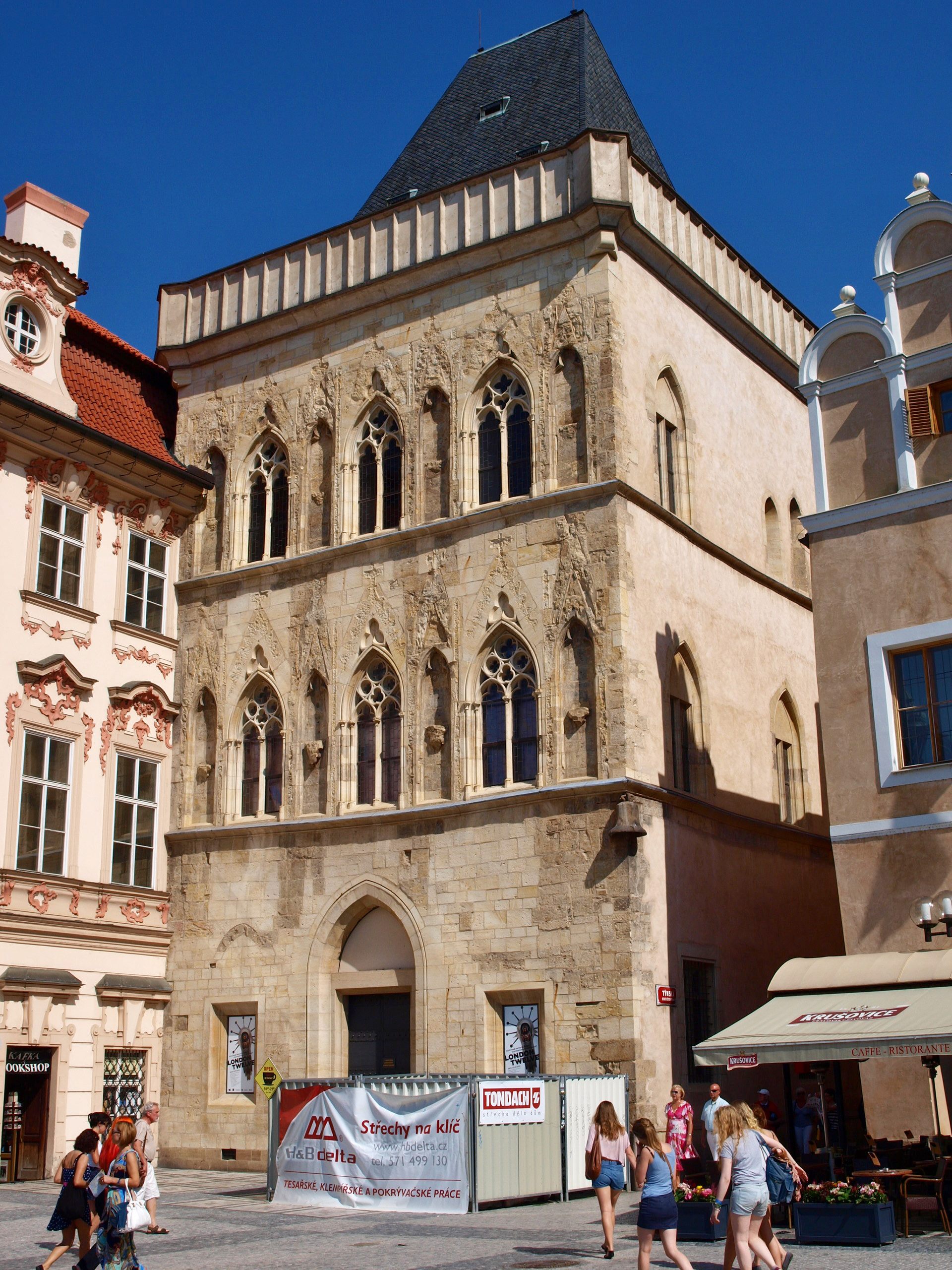
Dům U Kamenného zvonu

Dnešní dům je zbytkem větší residence z doby před polovinou 14. století a pravděpodobně sloužil jako dočasné obydlí Elišky Přemyslovny a Jana Lucemburského po jejich přistěhování do Prahy. Residence dosahovala až k místu dnešního domu U Černého slona na rohu Týnské ulice a Týnské uličky a částečně byla také na místě paláce Golz-Kinských.
Dům byl přestavován v 15.–19. století. Během těchto let se prakticky vytratila gotická podoba paláce. V letech 1975–1987 proběhla rozsáhlá regotizace. Při této rekonstrukci byla odkryta a obnovena gotická fasáda místo dosavadní barokní. Rovněž bylo ke střeše přistavěno železobetonové podsebití, které však dům původně neměl. Od roku 1988 je v užívání Galerie hlavního města Prahy.

### 14.–16. století
První doložená zmínka o domu pochází z roku 1363, kdy patřil měšťanovi Henslinu Pesoldovi z Chebu. V následujících letech dům střídal vlastníky, a to jak bohaté měšťany, tak drobné šlechtice. Po dlouhou dobu však zůstával pýchou náměstí, což dosvědčuje také fakt, že inspiroval členění východní fasády nového křídla radnice (konec 14. století).
Mezi lety 1484 až 1513 se cena domu dvakrát navýšila, což napovídá, že v těchto letech došlo k výrazným přestavbám. V desátých letech 16. století, když palác vlastnil Václav Šlechta z Pomberka, byl zhotoven renesanční domovní portál a postaveno východní křídlo. Z této doby se dochovaly malby drapérií, které zdobily stěny. Později po dostavbě přibylo také severní křídlo, které uzavřelo dvůr na parcele.

### 17.–19. století

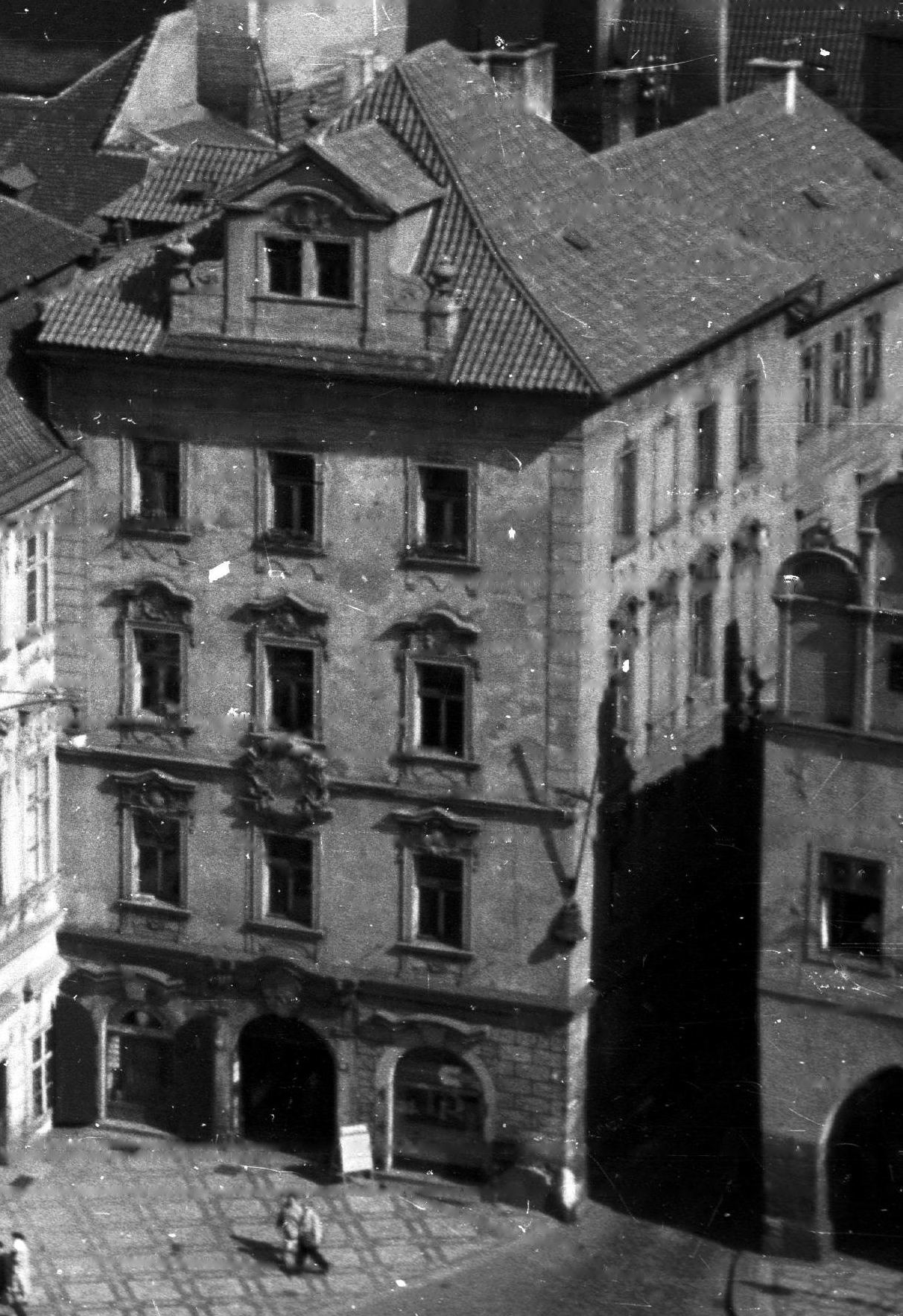
Dům v roce 1959, před regotizací

Významným milníkem pro objekt byl rok 1685, kdy dům prošel zásadní rekonstrukcí. Byly obity veškeré gotické prvky, plasticky vystupující z fasády, a použity do zazdívek, palác získal novou střechu a byl snížen.
Obrovským zásahem bylo rovněž přepatrování nárožní věže ze tří podlaží na čtyři, což dalo západní fasádě velmi odlišný ráz. Členění na tři okenní osy však bylo zachováno. Šnekové severní schodiště, jež sloužilo jako hlavní vertikální komunikace nárožní věže, ztratilo kvůli změně konstrukčních výšek svou funkci a prostor byl nadále využíván jako špajzy.
Rok 1775 byl pro palác rokem další významnější úpravy. Ve vnitřním dvoře byly postaveny pavlače usazené na mohutných barokních konzolách a západní průčelí získalo nové štukové členění.
Také v 19. století proběhly menší stavební úpravy, nikoliv však rozměrů dřívějších přestaveb. Došlo například ke zjednodušení barokní fasády, která však v devadesátých letech získala zpět neobarokní štukovou výzdobu.

### Restaurace ve 20. století

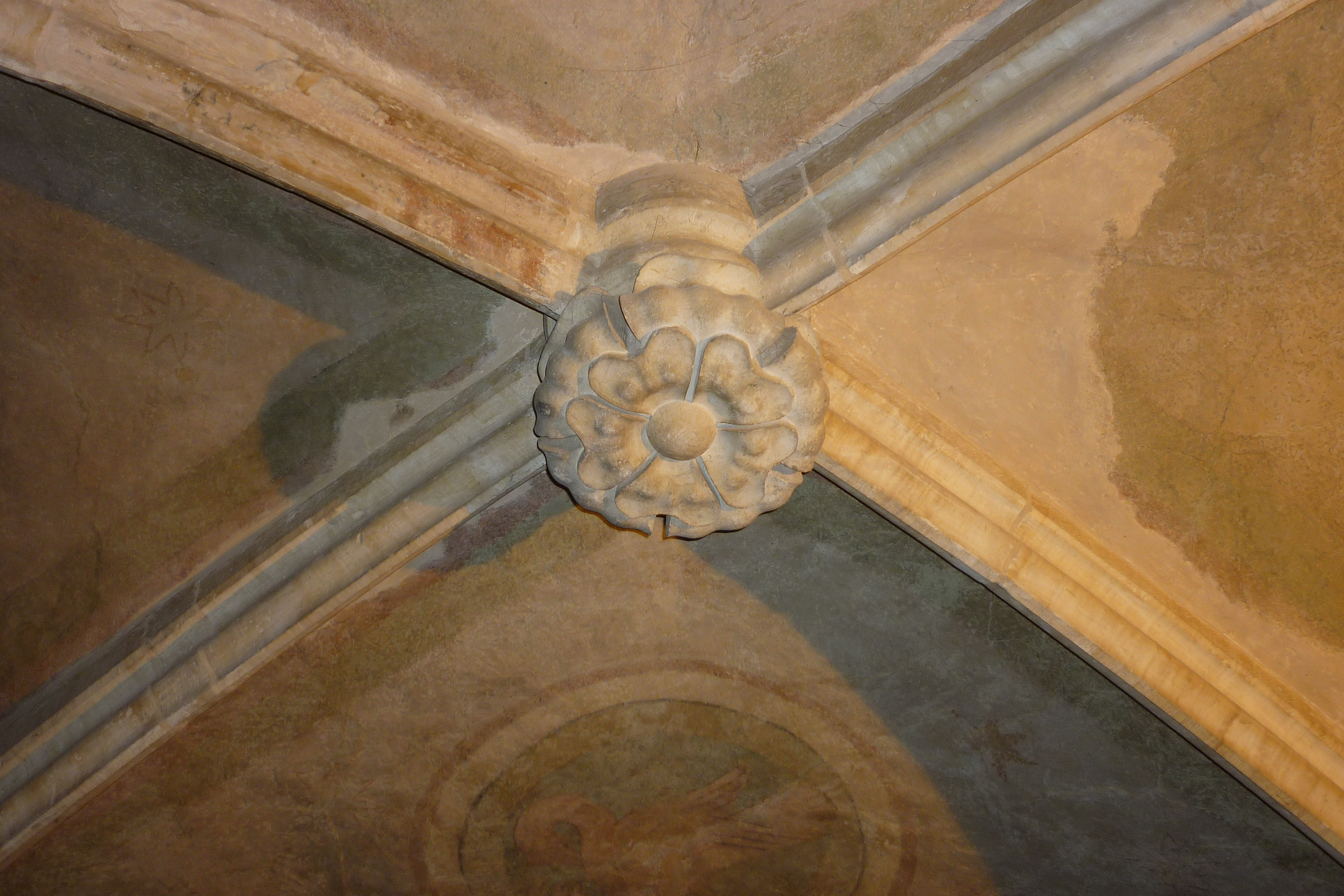
Svorník v přízemní kapli paláce

Ve 20. století byly prostory Kamenného Zvonu využívány jako kanceláře, sklady či dílny a objekt chátral. Během 60. let byl dům podroben řadě stavebně historických průzkumů, při nichž se zjistilo, že se jedná o výjimečný gotický objekt. Za objev hlavního průčelí se zasloužil vedoucí Státního ústavu pro rekonstrukci památkových měst a objektů (SÚRPMO) Jan Muk společně s památkářem Ing. arch. Josefem Hyzlerem (1923-2010).
Po průzkumech bylo přistoupeno k důkladné regotizaci, jež probíhala v letech 1975–1987. Projekčních prací se ujali architekti Antonie Charvátová a Vladimír Pelzbauer, rekonstrukce gotického tvarosloví proběhla pod vedením restaurátora Jiřího Blažeje (1924-2008). Přímo na Staroměstském náměstí vznikla provizorní kamenická huť, kde se restaurovaly úlomky prvků nalezené v přizdívkách. Zlomky kamenické výzdoby se dočasně ukládaly ve sklepení paláce. Ty, pro něž se nenašlo místo, byly uloženy do depozitáře. Celkem se při pracích na domě nalezlo více než 12 000 zlomků.
V nárožní věži došlo k obnovení původních dvou pater, a tedy k zazdění barokních a vybourání původních gotických oken. Kružby v oknech se z větší části podařilo sestavit z nalezených úlomků, baldachýny s vimperky mezi okny se ovšem zachovaly už jen v torzu.
Historickému stavu neodpovídá zastřešení nárožní věže. Původně měl dům vysokou dlátovitou střechu z šindele nebo pálené krytiny, zakončenou pouze okapem. Projektanti však při restaurování přiřkli památce břidlicovou krytinu, která se v gotické Praze kvůli nedostupnosti neužívala, a střechu zakončili železobetonovým podsebitím.
V interiéru se podařilo najít a restaurovat polychromované dřevěné stropy obou pater a výmalby kaplí v přízemí a prvním patře. Obnoveno bylo i šnekové schodiště s prévety. Vnitřní nádvoří si však zachovalo barokní vzhled včetně pavlačí na mohutných konzolách.

## Jméno domu

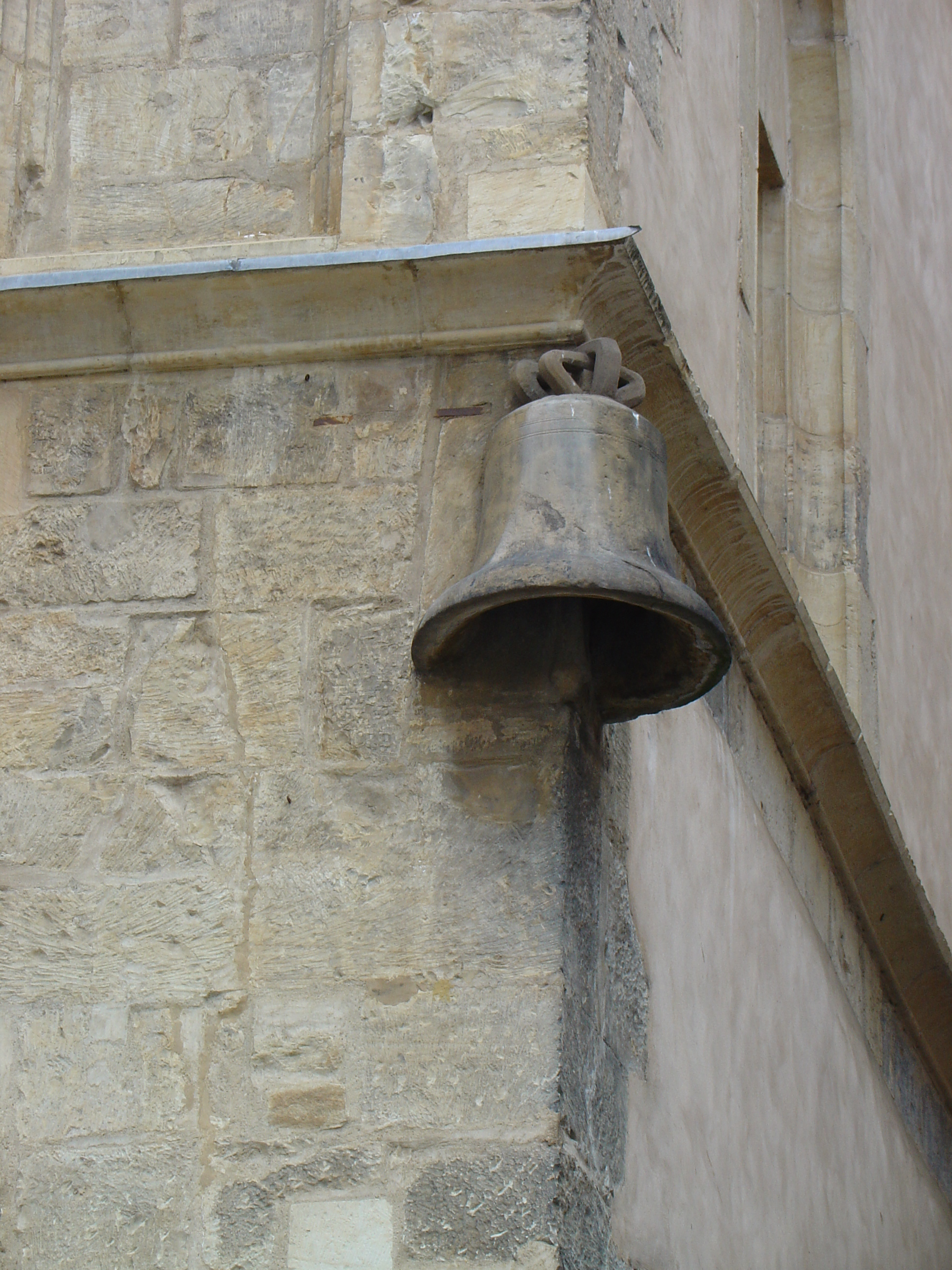
Kamenný zvon

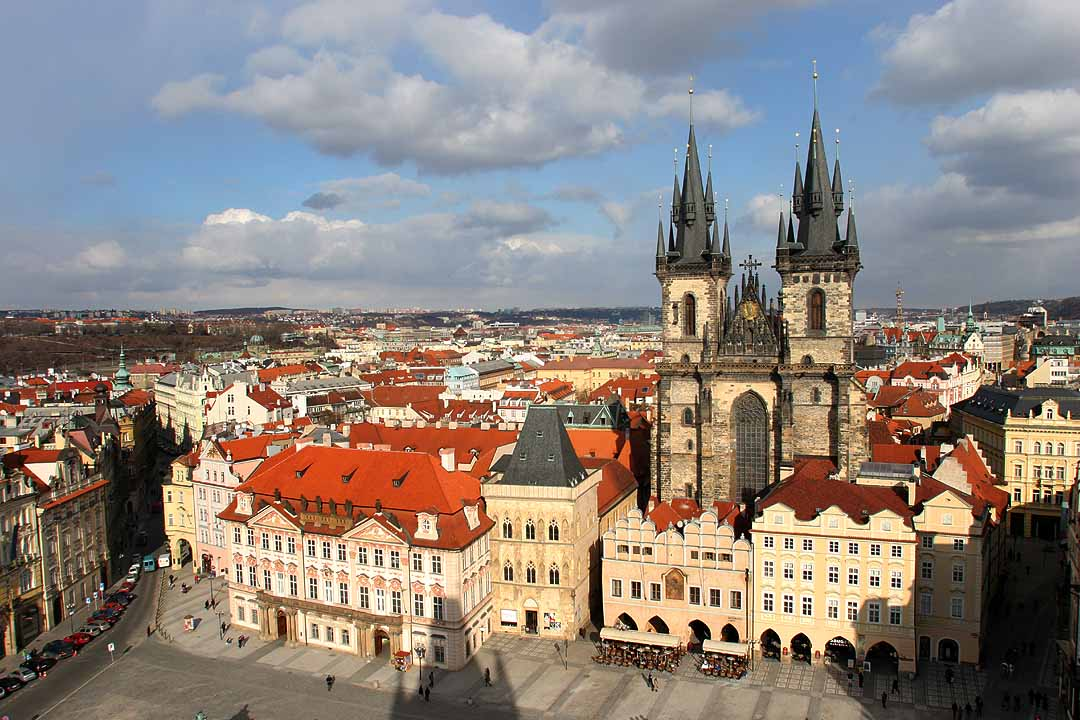
Poloha domu mezi palácem Kinských a Týnským chrámem v rámci Staroměstského náměstí

Dům je pojmenován podle kamenného zvonu zasazeného do nároží. Zvon může být připomínkou vstupu Jana Lucemburského do Prahy roku 1310, kdy se po marném obléhání města okupovaného Jindřichem Korutanským povedlo zevnitř i zvenčí ztéci bránu na umluvené znamení – zvonění zvonu špitálního kostela Panny Marie před Týnem, jak popisuje Zbraslavská kronika.

## Exteriér

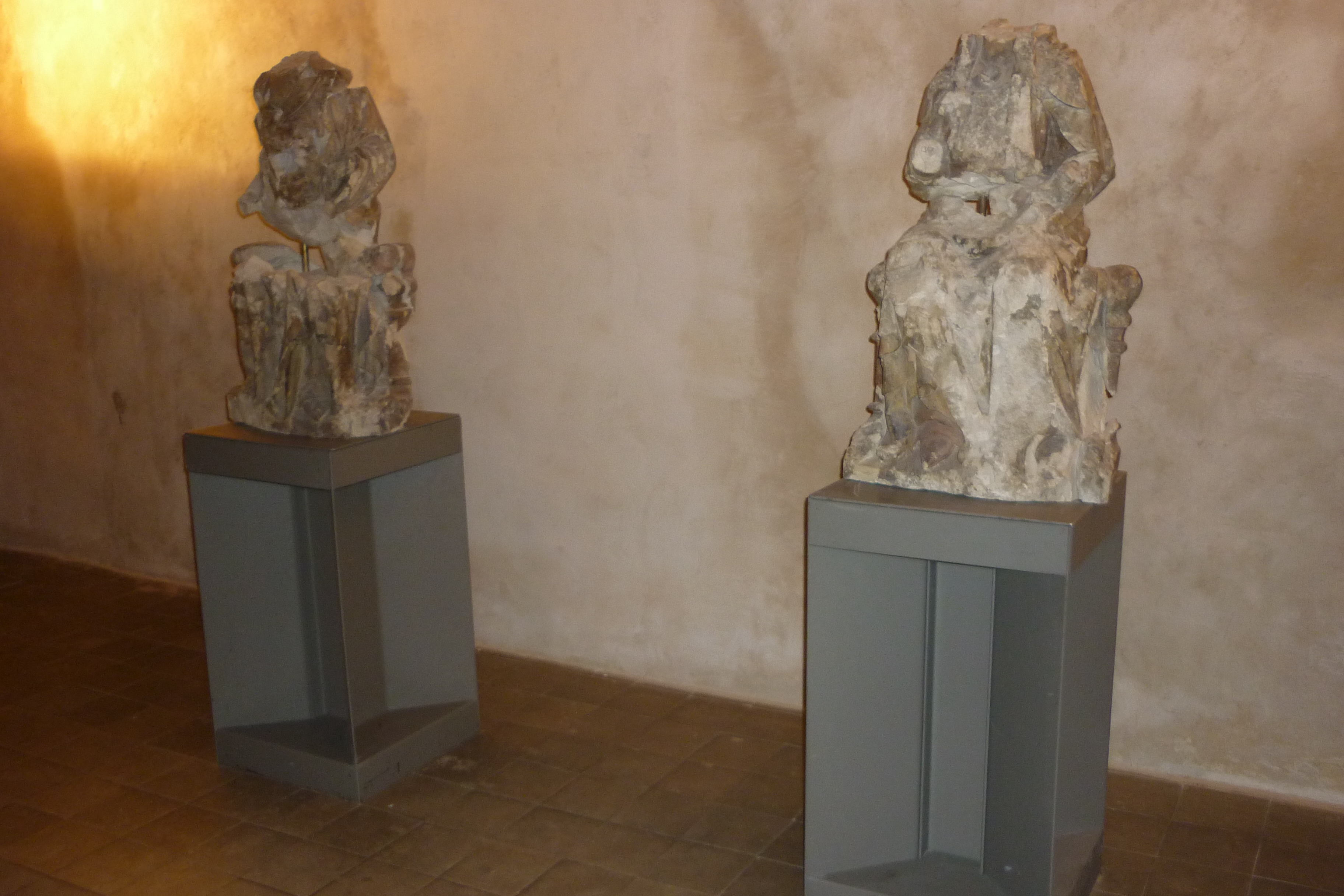
Torza soch krále a královny ze západního průčelí domu – v současnosti uložena v kapli v přízemí

Dům U Kamenného zvonu dnes tvoří nárožní věž, na niž navazuje jižní křídlo. Později dostavěná křídla, východní a severní, uzavírají dvůr paláce. Příčné západní křídlo, které se nedochovalo, stálo v místě dnešního paláce Kinských. Fasády byly omítnuty s ponecháním pohledových kamenů v okolí ostění, což bylo u  středověkých měšťanských domů obvyklé. Výjimku tvoří fasáda západní, která byla celá neomítnuta.

### Západní průčelí
Fasáda mířící do Staroměstského náměstí je zdaleka nejzdobnější z celého domu. Oproti ostatním průčelím se pyšnila opracovanými kameny. Západní okna s lomeným obloukem jsou pravidelně uspořádána ve třech osách. Disponovala členitými gotickými kružbami s trojlaloky a čtyřlaloky, dole ukončené jeptiškami. Nad okny se vyskytovaly vimperky s trojlisty uvnitř, osázené kraby a ukončené kytkami.
Mezi okny prvního i druhého patra se nacházely výklenky s konzolami pro sochy. Byly rovněž ukončené hrotitými oblouky, zdobené jeptiškami. Nad nimi se také nacházely vimperky s kraby a kytkami. Po stranách nik vyrůstaly z listových hlavic sloupků fiály. V těchto osmi nikách byly umístěny sochy. Všechny byly posazené na konzolách a shora chráněné baldachýny. Mezi okny prvního patra se nalézaly sochy krále a královny sedící na trůně. Po stranách je doprovázeli pěší rytíři v plné zbroji. Torza těchto soch při rekonstrukci sestavil z úlomků Jan Blažej a dnes jsou k nahlédnutí v kapli v přízemí. Sochy ve výklencích druhého patra se nedochovaly. Spekuluje se, že se zde mohli nacházet zemští patroni – sv. Václav, Vít, Vojtěch a Prokop. Přízemní část fasády nebylo možné kvůli špatnému stavu plně zrekonstruovat. Z nálezu koňské kýty se však usuzuje, že nad portálem mohla být umístěna jezdecká socha. Rozmístění soch v průčelí a architektonická výzdoba odkazuje jak na architekturu katedrálních staveb, tak na umění antické Byzance.
Veškeré profilace ostění oken a další kamenné prvky jsou stejného charakteru a vykazují jednotu, což je důkazem, že věž byla postavena v jednom časovém období (kolem 1310) a že stavbu zastřešovala jediná stavební huť. Sochařská výzdoba prozrazuje, že také její mistr patřil k téže huti, není však známo, o kterou huť konkrétně se jedná. Zatímco některé zdroje uvádějí francouzsky orientovanou dvorskou huť, jiné spíše odkazují na huť z Kolína nad Rýnem.

## Interiér

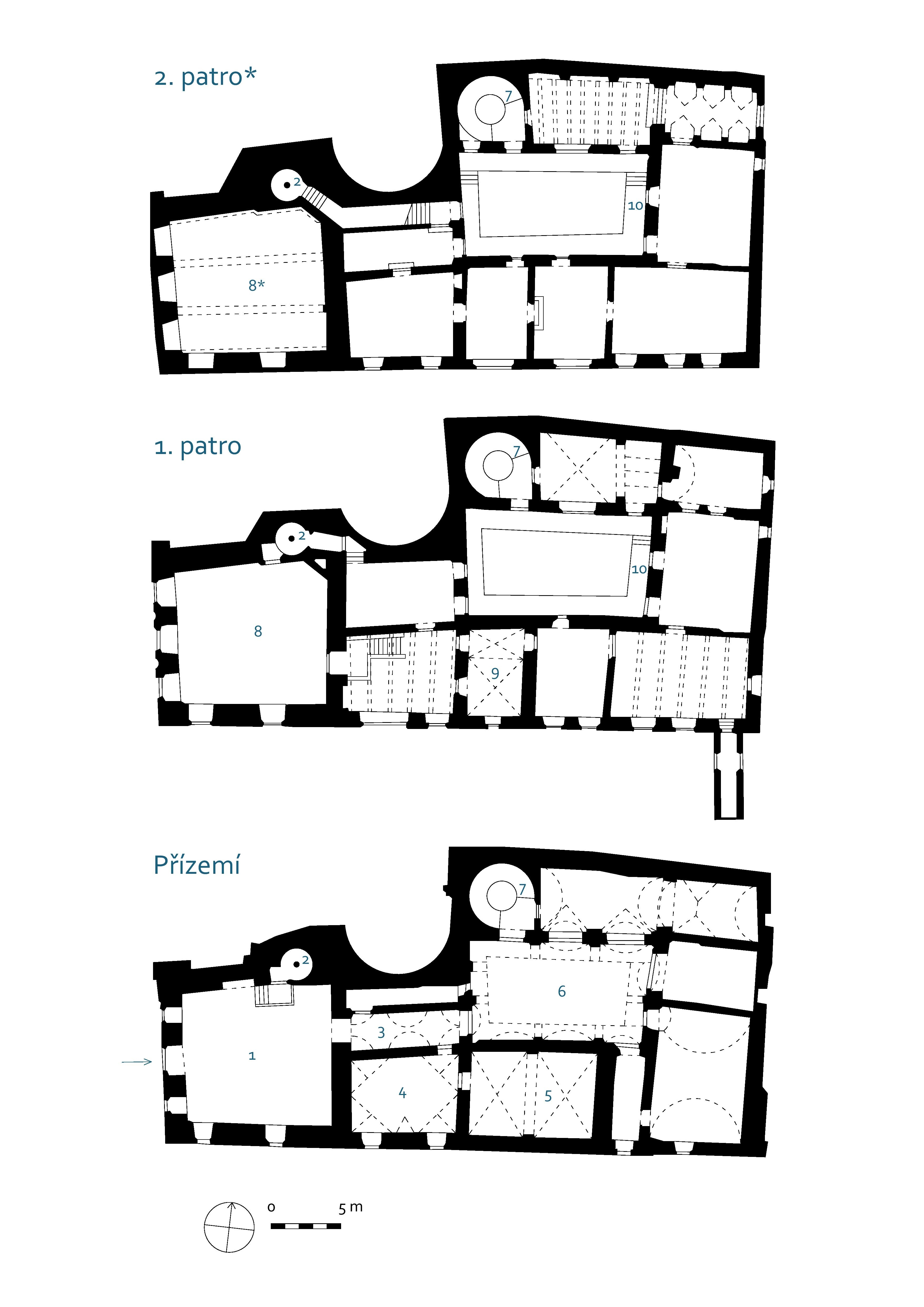
Půdorysy podlaží:
1 – Vstupní síň, 2 – Malé točité schodiště, 3 – Průchod do dvora, 4 – Předkaplí, 5 – Dolní kaple, 6 – Dvůr, 7 – Velké točité schodiště, 8 – Sál v prvním patře věže, 9 – Soukromá kaple, 10 – Pavlač
- Půdorysný řez druhého patra rezidenčních místností zasahuje stále do sálu prvního patra věže.

### Přízemí

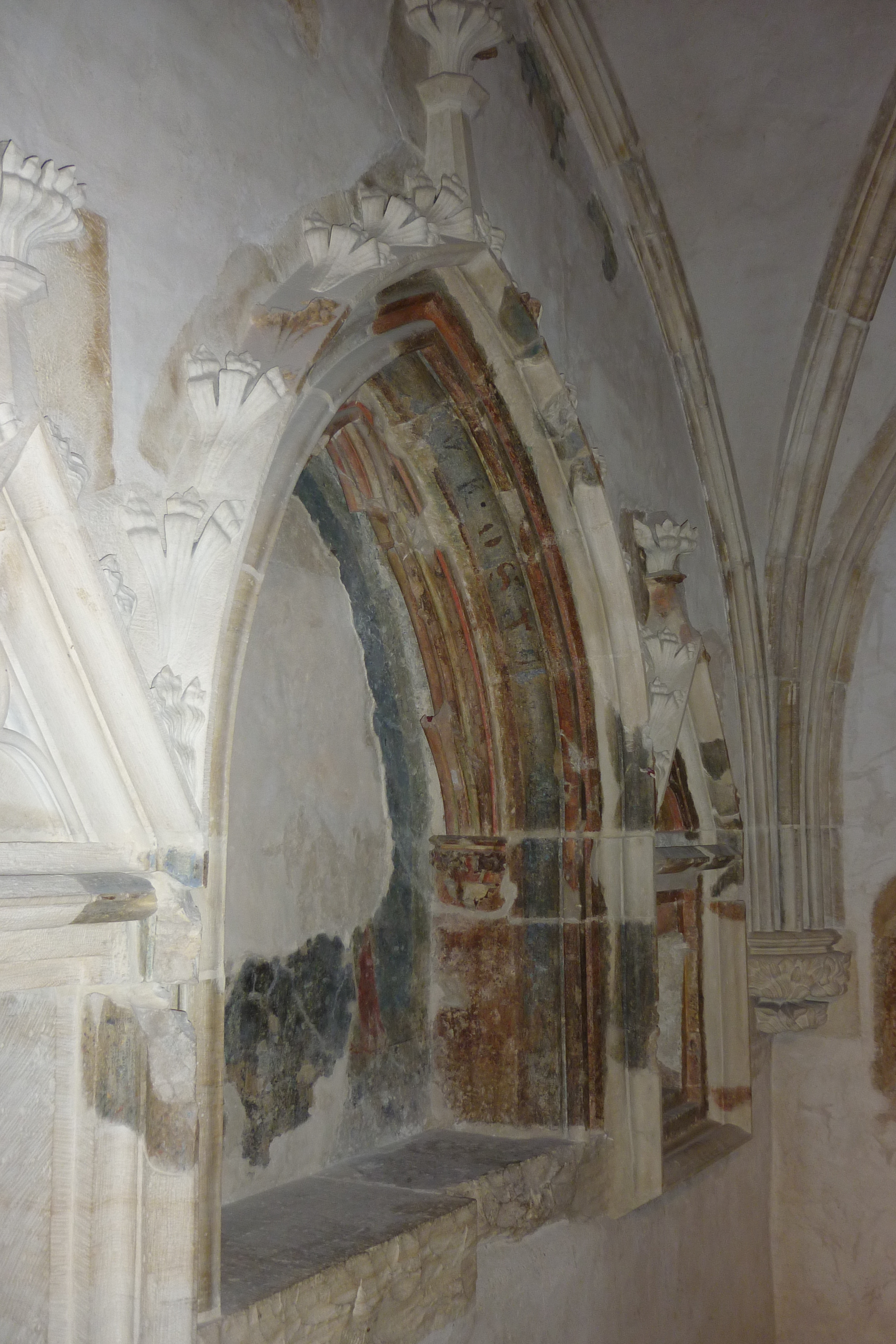
Ukázka polychromie ve výklenku v soukromé oratoři

Celé přízemí věže tvoří vstupní hala, která ústí v průchod do dvora. Šířka průchodu naznačuje, že dům byl průjezdný na koni, ne však vozmo. Vjezd pro vozy se nacházel z Týnské uličky za objektem.
Z průchodu se vchází do tzv. předkaplí a kaple, přístupné přes gotické portálky. Architektonické pojetí prostory naznačuje, že nebyla původně zamýšlena jako kaple. Tvoří ji jednoduše členěná podélná místnost o dvou polích žebrové křížové klenby, oddělených širokým pasem. Okna do dvora i do ulice jsou prostá obdélná, místnost postrádá liturgické náčiní. Teprve až nástěnné malby se sakrální tematikou, jež pocházejí z doby okolo roku 1310, napovídají, že se jednalo o kapli. Stáří zdí se přitom datuje do druhé poloviny 13. století. Dříve, než byl tento prostor zasvěcen, se zde tedy mohl nacházet krám či místnost obchodníka, která byla ve středověkých domech umisťována zpravidla za vstupní síní.
Nutno ovšem podotknout, že také domácí kaple v oblasti střední Evropy se často vyskytovaly v podobných jednoduchých prostorách se dvěma klenebními poli.

### První patro

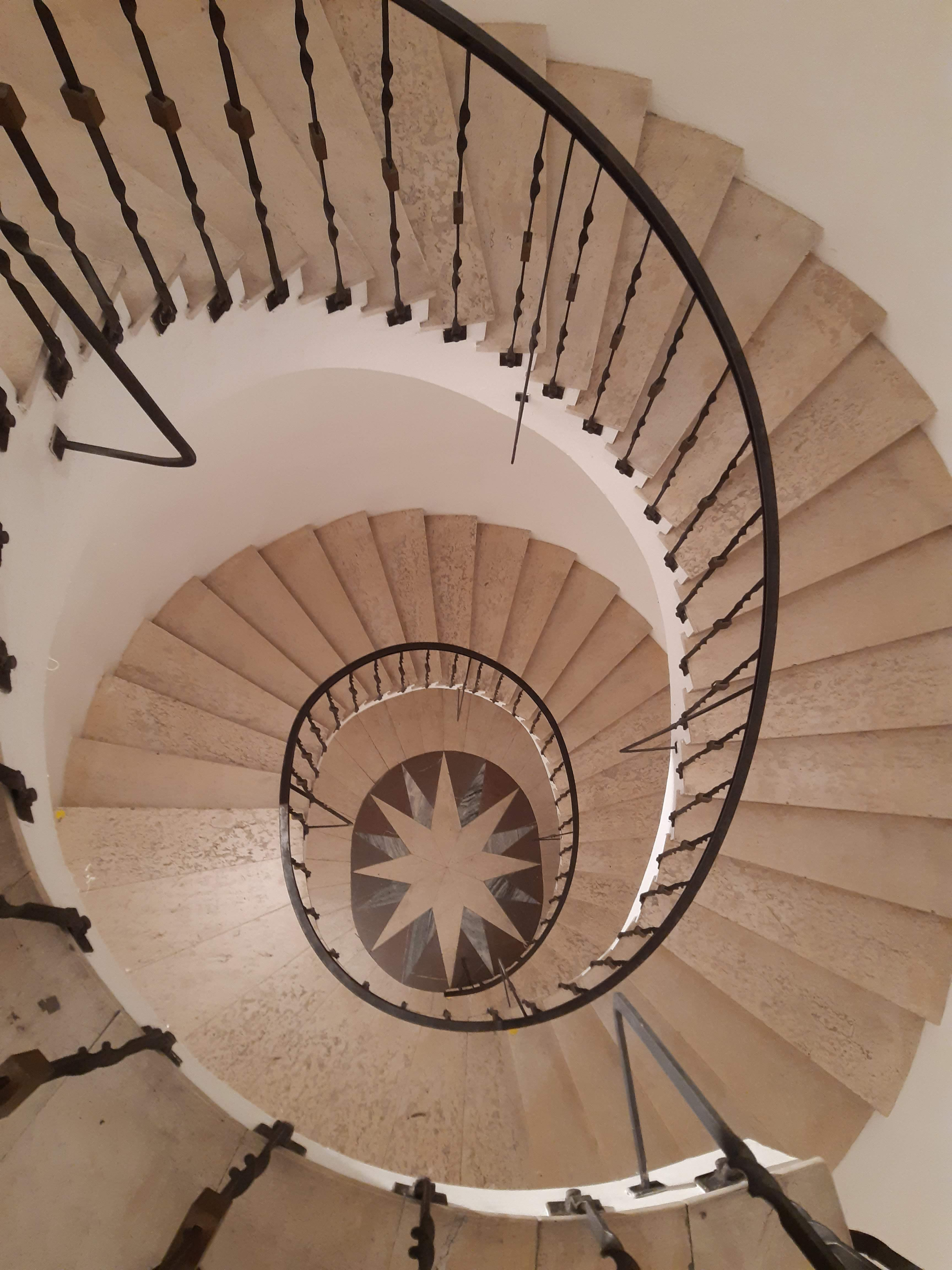
Točité schodiště v interiéru domu

Patro věže je přístupné po točitém schodišti, které je situováno při levé straně vstupní haly. To spojuje jednotlivá patra nárožní věže, je z něj přístup k prevétům a původně se z něj vystupovalo také do prvního patra západního křídla, které mělo nižší konstrukční výšku.
Prostor prvního patra nárožní věže je opět jednotný a není pochyb, že se využíval jako reprezentační sál. Tři bohatě zdobená okna s hrotitým obloukem jsou směrována na západ k náměstí a opatřena kamennými sedátky. Dvě boční okna mířící do boční ulice jsou pak obdélná, navenek se však jeví jako hrotitá s plným tympanonem. Na severní stěně je možné nalézt restaurovanou malbu vykazující prvky dvorského umění druhé poloviny 14. století.
Klíčový v určení účelu místnosti je hrotitý portál při vstupu ze sálu na točité schodiště. Honosí se jemně profilovaným ostěním, byl opatřen kružbou ve vrcholu a po bocích vyrůstaly z konzol tvaru lvích hlav fiály.
Za zmínku stojí také soukromá oratoř nacházející se v jižním křídle. Na rozdíl od kaple v přízemí, která se nachází přímo pod oratoří, je zde účel jasný. Kaple je situována mezi obytnými místnostmi a z umístění dveří v líci zdi místnosti je patrné, že se do ní vcházelo z obou stran a byla „komunikačním cílem“ patra. Bohoslužby mohl obyvatel domu sledovat z vedlejší komnaty sdruženým podélným okénkem (ostění ve zlomcích dochováno).
Uvnitř oratoř oplývala mnoha architektonickými detaily. Mezi nejvýraznější patří trojitý výklenek ve východní zdi. Největší střední byl opatřen hrotitým obloukem s visutou kružbou ve vrcholu posazenou na konzolách s vegetabilními vzory. Dole jej ukončovala vysunutá římsa, jež nahrazovala mensu. Výklenky po stranách mají čtvercový tvar doplněný o vimperky a sloužily jako pastoforium a schránka na relikviáře. Všechny tři výklenky zdobí kraby a kytky. Částečně se dochovala také polychromie nik, laděná do sytých červených a modrých barev.
Oratoř disponuje dvěma křížovými klenbami s hruškovitými žebry. Konzoly, jež je vynášejí, mají opět vegetabilní motivy. U severního svorníku se spekuluje, mohl být tvarován jako slunce, jižní snad jako korunovaná tvář.
Odhaduje se, že další místnosti prvního patra sloužily soukromým účelům, snad až na nedochovaný příčný sál, nacházející se v západním křídle. Kromě malého šnekového schodiště ve věži byly prostory přístupné hlavně ze širokého točitého schodiště v severním křídle.

### Druhé patro

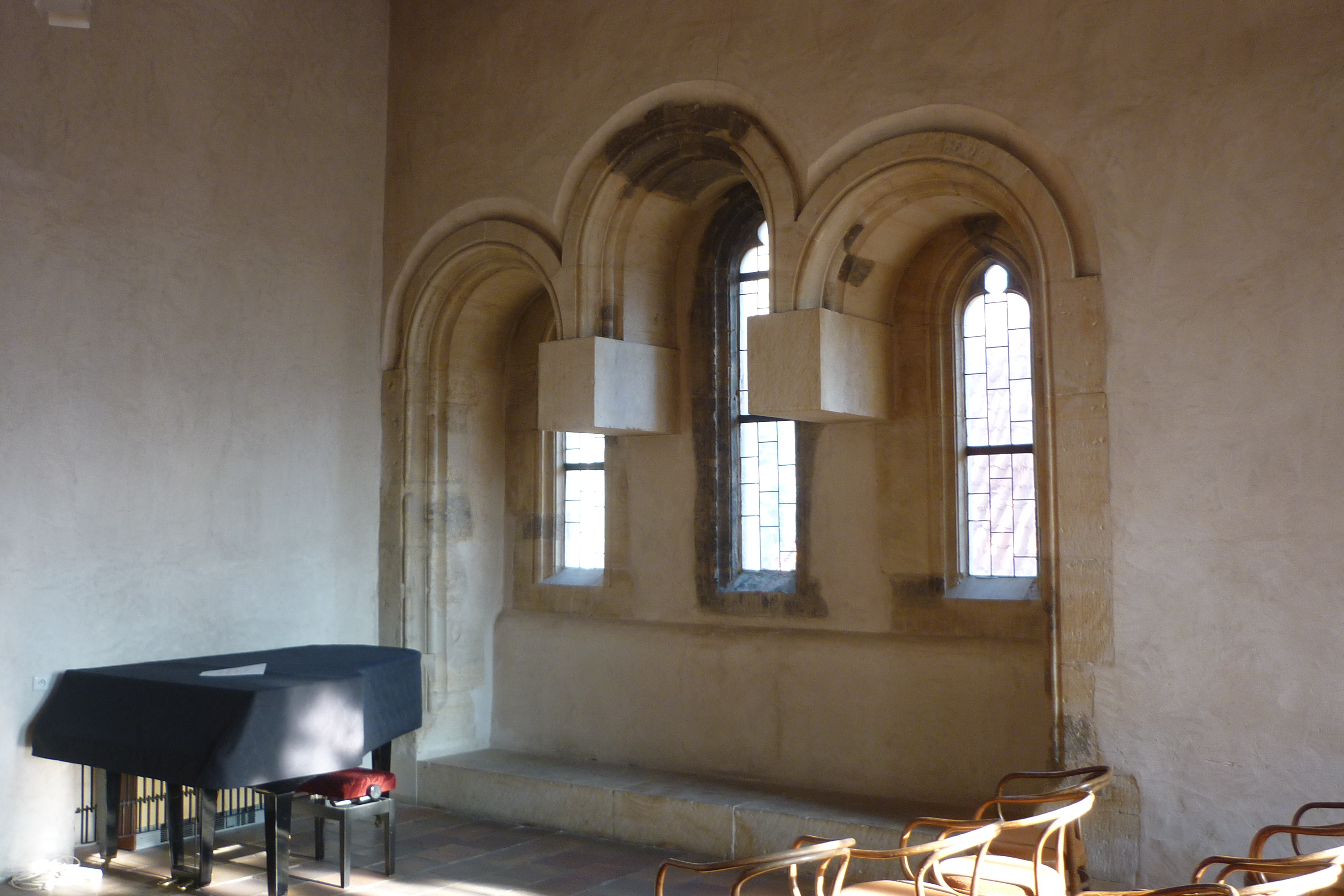
Trojlaločná nika v jižní stěně sálu ve druhém patře

Také ve druhém patře věže se dnes nachází jednotný prostor, který byl při rekonstrukci ve 20. století označen jako trůnní sál Elišky Přemyslovny. Také se honosí hrotitými okny na západ, navíc se v jižní stěně nachází trojlaločná nika, která se vykládala jako prostor pro umístění slavnostního širokého sedla. Do východní stěny jsou pak vloženy dvě konzoly nalezené při rekonstrukci domu, které naznačují, že v minulosti v těchto místech měl stát krb. Nad nimi se nachází otvor či nika, propojená se sopouchem krbu. Tvrzení, že ve druhém patře se skutečně nacházel trůnní sál, má však své nedostatky.
Nejdříve stojí za povšimnutí samotný průchod mezi šnekovým schodištěm a sálem, jenž není zdaleka tak zdobný jako portál o patro níže, a vypovídá tedy o prostoru menší majestátnosti. Druhou trhlinou v hypotéze je fakt, že reprezentační sál se nachází již v prvním patře a další sál tedy postrádá účelu. Nesprávné bylo určení stáří sopouchu nad krbem, který je prokazatelně mladší než otvor nacházející se nad ním. Krb tak zřejmě do místnosti přibyl až při jedné z pozdějších přestaveb, kamenné konzoly s ním časově nesouvisí. Z výzkumů Michaela Rykla a Jiřího Škabrady vyplývá, že tyto konzoly mohly být umístěné v hrotech trojitého výklenku, dnes ukončených neprofilovanými kamennými kvádry. Dále se domnívají, že místnost byla ve skutečnosti rozdělena na menší vstupní síň, dřevěnou vytápěnou jizbu a sálovou místnost s okny do náměstí.
Tři prostory měly být rozděleny dřevěnými příčkami, vytápěná místnost měla disponovat nižším dřevěným stropem, jehož konstrukce by se odvíjela od trojité niky. Do vzniklého prostoru nad jizbou by pak byl vháněn teplý kouř, který by posléze mohl unikat otvorem u stropu. Dřevěné konstrukce tvořící vytápěnou jizbu uvnitř větší místnosti nebyly ve středověku neobvyklé. Dřevěná jizba byla využívána především ženami a dětmi v chladných měsících, sloužit mohla případně i pro přespání. Sál vedle pak dostál svého užití především v létě. Tato dispozice předpokládá, že ve druhém patře věže se nacházela sestava místností pro bydlení, což typologicky odpovídá řešení honosnějších budov daného období.
Druhé patro dalších křídel nebylo kvůli výškovým rozdílům přímo přístupné z druhého patra věže. Dispozice odpovídala rozmístění místností v patře prvním, s tím rozdílem, že sál příčného křídla nahradily pravděpodobně další soukromé komnaty.

## Zajímavosti
- Jelikož byl Královský palác na Hradě po požáru v roce 1303 nějakou dobu neobyvatelný, je možné, že Jan Lucemburský s Eliškou Přemyslovnou sídlili právě v domě U Kamenného zvonu, a že se zde roku 1316 narodil Karel IV., který zde možná krátce pobýval i po svém návratu do Čech v roce 1333.
- Od roku 2012 se zde koná Festival Brikcius – cyklus koncertů komorní hudby v Domě U Kamenného zvonu (jaro–podzim).
- Necitlivá barokní přestavba vyznívá dnes zcela nepochopitelně. Nakládání s gotickými prvky královského paláce, k němuž došlo, vyznívá poněkud drasticky. Je však nutné zmínit, že průzkumy provedené Janem Blažejem při rekonstrukci průčelí odhalily, že většina prvků byla tehdy ve velmi špatném stavu a celý dům vypadal značně omšele. Bylo to způsobeno nevhodným užitím opuky na fasádě, užitím kamene nižší kvality nebo modelace některých prvků, kvůli níž byly architektonické doplňky vystaveny zvýšenému působení vody. Barokní přestavba tak byla v podstatě nezbytná a přinesla paláci vyšší komfort bydlení.[10]
- Rekonstrukce z 60. až 80. let 20. století je dodnes předmětem mnoha sporů. Diskutabilní je doplnění věže o betonový věnec ochozu,[2] dále pak využití metody tzv. anastylózy. Tato metoda spočívá v ponechání původních prvků na svém místě všude, kde je to možné, popř. jejich doplněním kopiemi. Původní porušené prvky se zakonzervují do stavu, v jakém byly nalezeny – do jisté míry je tedy přiznána torzovitost celé památky. Ačkoliv se názory na regotizaci různí a ve vědeckých kruzích není výjimkou ani odmítnutí celé regotizace,[4] faktem zůstává, že se jedná o evropsky významnou stavbu a neobyčejný příklad profánní gotické architektury, která na východ od Francie nemá obdoby.[7]